# Józef Baćmaga
Józef Baćmaga (ur. 12 lutego 1888 w Gulinku, zm. po 7 sierpnia 1944 w okolicach Kacprowic koło Radomia) – polski polityk, rolnik i działacz samorządowy, członek PSL „Piast” w latach 1921–1927 oraz BBWR do 16 października 1929, poseł II kadencji Sejmu w latach 1928–1930.

## Życiorys
Urodził się w rodzinie chłopskiej – Walentego i Anny z domu Korczak. Przez wiele lat działał w Radzie Gminnej gminy Zakrzów, a także był wójtem tej gminy. Do Sejmu II kadencji został wybrany z listy nr 1 (BBWR) w okręgu wyborczym nr 19 (Radom). Należał do klubu parlamentarnego BBWR. Brak jest informacji o pracy w komisjach parlamentarnych. Szybko zaczął odnosić się krytycznie do polityki ówczesnych władz, co zaowocowało próbami nakłonienia go do zrzeczenia się mandatu, tak aby objął go Michał Osiński. Starania te nie powiodły się i Baćmaga pełnił mandat poselski do zakończenia kadencji. W trakcie pracy poselskiej na stanowisku wójta gminy Zakrzów zastępował go sekretarz gminy, w tym okresie powstały niedobory finansowe w gminie na łączną kwotę 11 000 złotych. Winą za te zaniedbania obciążono Baćmagę i 16 października 1929 wykluczono go z BBWR. 
Po zakończeniu kadencji, na wniosek prokuratora Sądu Okręgowego w Radomiu z 9 grudnia 1929, został aresztowany pod zarzutem nadużyć finansowych i we wrześniu 1930 umieszczono go, wraz z innymi posłami, w twierdzy brzeskiej. Najprawdopodobniej w grudniu 1930 został wypuszczony na wolność.
W opinii niektórych współczesnych historyków zarzuty stawiane Baćmadze były sfingowane, zaś jego pobyt w twierdzy brzeskiej, wraz z posłami opozycji, miał być, w zamyśle władz, pokazem bezstronności. Pokaz ten miał świadczyć o tym, że sanacja z jednakową surowością, jak opozycję, traktuje także przedstawicieli swojego obozu politycznego. Po zwolnieniu z aresztu Baćmaga wycofał się z życia publicznego.
W 1939, po wybuchu wojny, założył spółdzielnię – „Samopomoc Chłopską” i stanął na jej czele, należał także do AK. 7 sierpnia 1944 został, wraz z córką Zofią, aresztowany i najprawdopodobniej krótko potem rozstrzelany przez żandarmerię niemiecką.

## Rodzina
Józef Baćmaga był żonaty z Marianną z domu Pudzianowska od 1918, mieli czworo dzieci. Córka Zofia – żona oficera AK Wita Modesta Szczepanowskiego – zginęła wraz z ojcem w 1944. Syn Kazimierz także zginął w 1944 w walce z Niemcami w Mniszku pod Radomiem. Pozostałymi synami Baćmagi byli Jan Tadeusz (1921–1970) i Romuald.